# Semivermilia parapomatostega
Semivermilia parapomatostega är en ringmaskart som beskrevs av Wu och Chen 1981. Semivermilia parapomatostega ingår i släktet Semivermilia och familjen Serpulidae. Inga underarter finns listade i Catalogue of Life.